# ۳۴۹ (میلادی)
۳۴۹ (میلادی) سیصد و چهل و نهمین سال تقویم میلادی است.

## درگذشتگان
‎